# Paratinia recurva
Paratinia recurva är en tvåvingeart som beskrevs av Oskar Augustus Johannsen 1910. Paratinia recurva ingår i släktet Paratinia och familjen svampmyggor. Inga underarter finns listade i Catalogue of Life.